# HowStuffWorks
Pour les articles homonymes, voir HSW.
HowStuffWorks ou HSW (littéralement, « Comment ça marche ») est une encyclopédie technique de vulgarisation en ligne. Le site a recours à de nombreuses photographies, diagrammes, vidéos et animations, et a un style d'écriture simpliste pour faciliter la compréhension des mécanismes et terminologies complexes.

## Histoire
En 1998, l'ancien professeur de l'université d'État de Caroline du Nord, Brain Marshall,fonde le site comme passe-temps. En 1999, Brain place son site web en capital risque et fonde HowStuffWorks, Inc. En mars 2002, HowStuffWorks est vendu à The Convex Group, une compagnie d'investissement fondée par Arnold Jeff, ancien chef de direction de WebMD (un site d'information en médecine, qu'il avait également fondé).
Dans ses premiers jours, le site web se concentrait principalement sur la science et les machines, allant des sous-marins aux gadgets domestiques. À la suite de l'arrivée d'une équipe de rédacteurs, d'infographistes et d'un rédacteur en chef, le contenu s'est étendu à un plus grand nombre de sujets.
Quatre livres furent édités : deux livres illustrés grand format, titrés « HowStuffWorks » et « More HowStuffWorks », et deux livres de poche illustrés, titrés « How Much Does the Earth Weigh? » et « What If? ». Une revue éducative pour collégiens, HowStuffWorks Express, a aussi vu le jour.
HSW Brasil est une version brésilienne de HowStuffWorks en portugais, dénommée « Como as coisas funcionam ». HSW Brasil est une filiale de HSW International.
Le 15 octobre 2007, Discovery Communications a annoncé l'achat de HowStuffWorks, pour 250 millions de dollars.

## Contenu
Les articles sont classés en douze catégories :
- Auto
- Communication
- Computer (« Ordinateur »)
- Electronics (« Appareils électroniques »)
- Entertainment (« Divertissement »)
- Food and Recipes (« Nourriture et recettes »)
- Health (« Santé »)
- Home and Garden (« Maison et jardin »)
- Money (finance, business)
- People (« Célébrités », vie quotidienne, société)
- Science
- Travel (« Voyage », guide touristique)

Tous les articles proposent des images. Certains intègrent des infographies et diagrammes, des vidéos, des vidéos de synthèse ou des animations flash. Une liste de liens externes est disponible dans la majorité des articles. Sept services de podcasting sont également disponibles, traitant de culture générale, d'histoire, de technologies, de sciences naturelles et de musique, etc.